# Zuzana Římská
Svatá Zuzana Římská (3. století Řím – 293 Řím) byla panna a mučednice.

## Život
Zuzanu stejně jako ostatní mučedníky doprovází řada legend, proto i její životopis nemůže být zcela přesně podán. Existuje několik možných verzí.
Pod podlahou sakristie barokního kostela svaté Zuzany v Římě na Kvirinálu byly objeveny ruiny římského rodinného domu, který byl postaven kolem roku 280 našeho letopočtu. Od svého dokončení z roku 280 do roku 293 sloužil jako „domus ecclesia“ nebo také domácí církev. Křesťanská církev neměla v Římském státě právní status, stejně tak soukromé budovy této komunity, které tehdy sloužily jako první kostely.
Žili zde příbuzní generála Gaia Aurelia Diokleciána, který se stal roku 284 císařem. Stejně jako císař pocházeli z Dalmácie, pobřežního území dnešního Chorvatska. V rodině byli čtyři bratři. Caius a Gabinus žili v tomto domě, žila tam i Gabinova dcera Zuzana, která byla krásná a velmi vzdělaná. Další dva bratři Maximus a Claudius, žili také v Římě, patřili k římské nobilitě - byli senátory.
Členové rodiny vyznávali odlišnou náboženskou víru. Caius, Gabinus a Zuzana byli křesťané, zatímco Maximus a Claudius zůstávali stoupenci oficiálního polyteistického náboženství Říma. Caius a Gabinus byli dokonce křesťanští kněží. V prosinci roku 283 byl Caius zvolen biskupem Říma a sloužil jako papež až do své smrti v dubnu roku 296. Duchovenstvo Říma možná zvolilo Caia papežem kvůli jeho příbuzenství s mocným bratrancem Diokleciánem, který byl polyteista a roku 303 zahájil poslední velké pronásledování stoupenců křesťanské víry.
Po svém zvolení císařem roku 284 Dioklecián kvůli udržení míru a stability přijal formu čtyřčlenné vlády zvanou tetrarchie, která existovala až do roku 324. Dioklecián vládl především na východě, generál Maximián po svém povýšení na císaře vládl na západě a v samotném Římě. Každý císař jmenoval svého mladého vladaře - následovníka. Maximián jmenoval Konstantina Velikého a Dioklecián Maxentia Galeria. V roce 293 v zájmu zajištění nástupnictví, chtěl Dioklecián získat mladého generála Maxentia Galeria do své blízké rodiny. Diokleciánova dcera Valeria byla však vdaná. Jediná svobodná dívka v jeho rodině byla Zuzana. Proto na jaře roku 293 Dioklecián oznámil zasnoubení Maxentia Galeria se Zuzanou. To vyvolalo rodinnou krizi a Zuzanino mučednictví (podle jiné legendy po krásné a vzdělané Zuzaně zatoužil samotný Dioklecián).

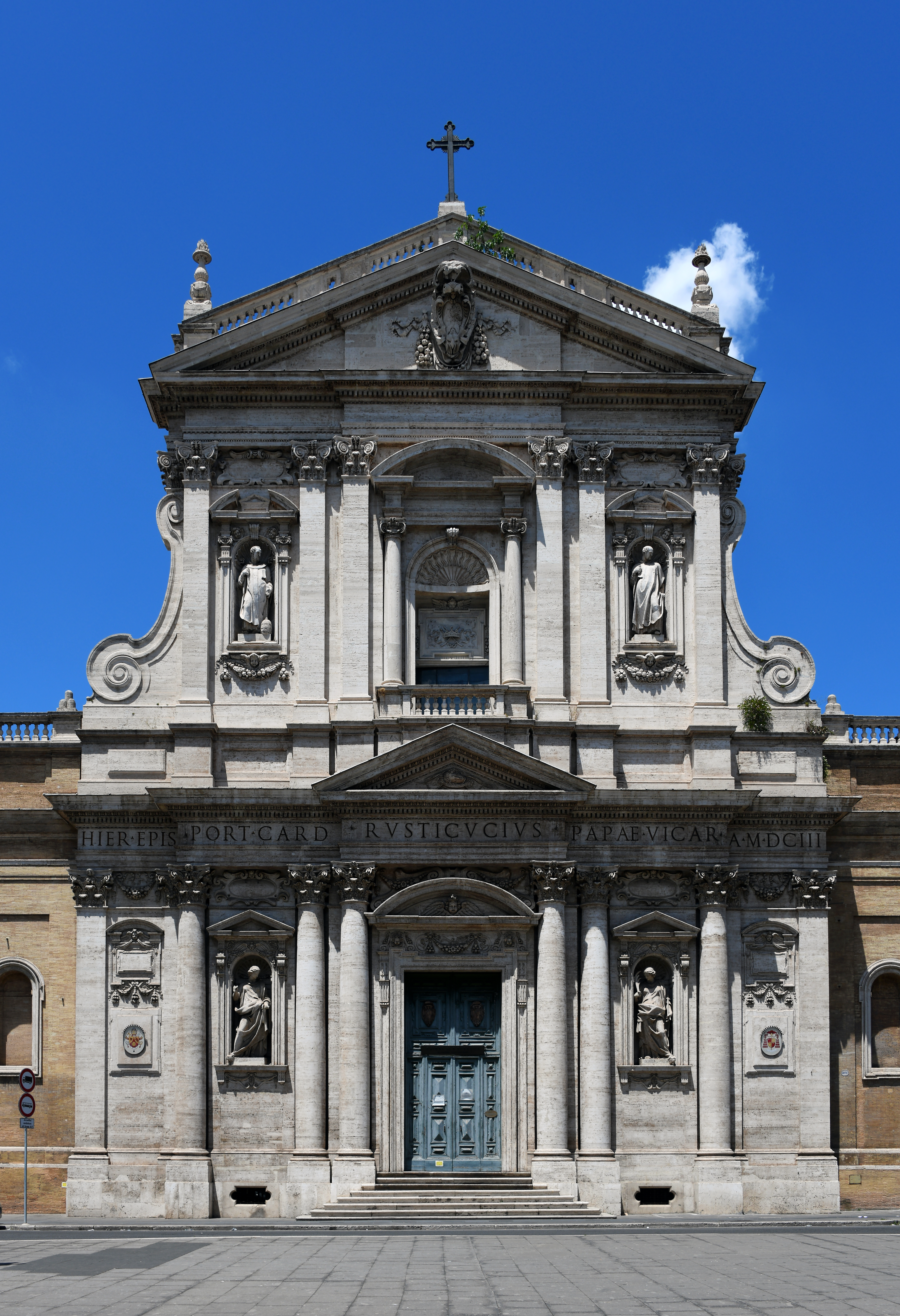
Průčelí kostela Santa Susanna

Příběh o tom, k čemu došlo mezi členy rodiny, pochází ze zprávy z 6. století. Zuzana odmítla nabídku k sňatku. Její otec Gabinus a strýc Caius její rozhodnutí podpořili a povzbudili její oddanost ke Kristu. Její nekřesťanští strýcové Claudius a Maximus se Zuzanu pokoušeli přesvědčit, aby si vzala Maxentia, a jednoho dne se tak stala císařovnou. Po rozhovoru se svými bratry nakonec i Claudius a Maximus konvertovali ke křesťanství (v jiné verzi příběhu to byla sama Zuzana, která je ještě před svojí popravou, obrátila ke křesťanství). Generál Maxentius pak přišel do jejich domu s vírou, že on sám by mohl Zuzanu přesvědčit, aby si ho vzala. Zuzanino odmítnutí brzy vedlo k podezření, že ona i členové její rodiny mohou být křesťany. Římský konzul Macedonius pak zavolal Zuzanu na Forum Romanum a požádal ji, aby prokázala svoji loajalitu vůči státu provedením úkonu vyznání před bohem Jupiterem. To však Zuzana odmítla, což potvrzovalo, že ona i její rodina mohou být křesťané. Nebyl zde však žádný pokus zatknout ji nebo její rodinu, protože byla členkou císařské rodiny.
Můžeme nalézt mnoho důvodů, proč byla Zuzana obviněna římským režimem, který v řadě vln pronásledoval a vraždil křesťany. Zuzana odmítla nabídku k sňatku nejen proto, že byla křesťankou, ale že navíc složila slib panenství. Když se císař Dioklecián na východní hranici dozvěděl, že Zuzana nabídku k sňatku odmítla a důvody jejího odmítnutí, velmi se rozhněval a nařídil její popravu. Vojáci vrazili do jejich domu a uťali jí hlavu, k tomu nejpravděpodobněji došlo roku 293 (v jiných podáních se uvádí roky 295 nebo snad dokonce 304, při nejmasivnějším vraždění křesťanů). Její otec Gabinus byl zatčen a ve vězení vyhladověn k smrti (podle jiné alternativy byla Zuzana dokonce upálena, stejně jako její otec Gabinus). Strýcové Maximus a Claudius byli umučeni, pravděpodobně upáleni za živa. Stejně tak dopadla i Claudiova manželka Prepedigna i jejich děti Alexander a Cuzia. Ironicky jediný, kdo přežil, byl papež Caius, který utekl a schoval se v katakombách. Tyto vraždy v Diokleciánově vlastní rodině předznamenaly poslední velké pronásledování křesťanské církve, které na císařův příkaz započalo v roce 303. Nakonec se Diokleciánova dcera Valeria rozvedla a v červnu roku 293 se provdala za Maxentia, který následoval Diokleciána ve vládě v roce 305.

## Kostel
Roku 330 byla na místě Zuzanina domu postavena první bazilika. Byla pojmenována bazilika svatého Caia, na počest papeže, který zde žil. Tento kostel se nacházel vedle Diokleciánových lázní. Těla Zuzany a Gabina byla přinesena z katakomb a pochována v kostele.
Je známo, že Zuzanin kult byl slaven už od roku 434. V roce 590 papež Řehoř Veliký k uznání jejího kultu, který se šířil kolem jejího hrobu, přejmenoval kostel na její na památku Chiesa di Santa Susanna, tedy kostel svaté Zuzany (Chiesa di Santa Susanna alle Terme di Diocleziano). Původní stavbu dal rozšířit papež Sergius I. kolem roku 800 (doba jeho pontifikátu byla 687-701).
V roce 1587 byla z iniciativy papeže Sixta V. zahájena monumentální pozdně renesanční stavba kostela sv. Zuzany na půdorysu římského kříže s klenbami a kupolí v křížení, kterou navrhl architekt Carlo Maderno. Průčelí s volutovým štítem z roku 1603 sloužilo jako první vzor římského baroka, projektoval je rovněž Maderno. Interiér: Stěny zdobí rozměrné fresky se scénami ze starozákonní historie Zuzany a s mučednickými scénami svaté Zuzany Římské. Průčelí s kupolí projektoval jako vzor římského baroka v roce 1603 architekt Carlo Maderno. Pod hlavním oltářem tohoto kostela jsou uloženy relikvie svatých Caia, Gabina a Zuzany.
Vyobrazení sv. Zuzany najdeme hlavně v Římě, buď v cyklech svatých panen prvomučednic nebo samostatně, například ve Vatikánských sbírkách.

## Ikonografie
Zuzana je zobrazována ve vznešených šatech římské panny. Má u sebe palmu, knihu a meč. Palmová ratolest symbolizuje křesťanovo vítězství nad smrtí. Kniha je symbolem učenosti, může tedy odkazovat na Zuzanino velké vzdělání. Meč, který je jindy symbolem autority a výkonu spravedlnosti, u Zuzany symbolizuje stejně jako palmová ratolest křesťanského mučedníka.

## Patronka
Zuzana je patronkou Říma. Chrání proti neštěstí, proti pomluvám a proti dešti.

## Svátek
Dnem jejího svátku se stal 11. srpen. Vzpomínka na ni byla obsažena v římském kalendáři svatých, který byl dodržován všude. Nicméně z něj byla odstraněna roku 1969 z důvodu jejího legendárního charakteru. Zuzanin svátek je slaven společně se svátkem sv. Tiburtia, který byl stejně jako Zuzana raně křesťanským mučedníkem, není však jasné, proč jsou oba slaveni ve stejný den. V tento den také slaví svátek i sv. Klára, u tohoto jména také není známá souvislost s oběma předešlými jmény.
V kalendářích se objevují i jiné sv. Zuzany, z nichž jedna například byla arménskou ženou gruzínského prince a údajně měla být umučena Peršany asi r. 473. Nejstarší dochované dílo gruzínské literatury je legenda o jejím umučení.